# Tenete
Tenete è un personaggio della mitologia greca, figlio di Cicno, il re di Colone, nella Troade, e di Procleia, e fratello di Emitea.
La matrigna Filonome, che si era invaghita di lui, fu dal giovane respinta. Allora Filonome lo calunniò presso il padre e portò come testimone il flautista Eumolpo. Cicno le credette e ordinò di gettare in mare Tenete e sua sorella. Salvati da Poseidone, del quale erano nipoti, approdarono nell'isola di Leucofri, di cui divenne re e che da lui prese il nome di Tenedo. Quando Cicno si accorse della calunnia fece seppellire viva Filonome e lapidare il flautista, riconciliandosi poi col figlio.
Allo scoppio della guerra di Troia, Tenete, ostile ai Greci, cercò di impedire il loro sbarco, ma venne ucciso da Achille.